# نیکول لیوینگستون
نیکول لیوینگستون (به انگلیسی: Nicole Livingstone) (زادهٔ ۲۴ ژوئن ۱۹۷۱) شناگر اهل استرالیا است.